# Savo Đikanović
Savo Đikanović (in montenegrino Сaво Đикaновић; Titograd, 28 febbraio 1975) è un ex cestista montenegrino, professionista in Grecia e Serbia.

## Palmarès
- Lega Adriatica: 1

Hemofarm Vršac: 2004-05